# سنت‌کوینتن
سنت‌کوینتن (به انگلیسی: Saint-Quentin) یک منطقهٔ مسکونی در کانادا است که در ریستوگوش واقع شده‌است. سنت‌کوینتن ۴٫۳۰ کیلومتر مربع مساحت و ۲٬۰۹۵ نفر جمعیت دارد و ۲۸۳ متر بالاتر از سطح دریا واقع شده‌است.